# ジャン3世 (アルマニャック伯)
ジャン3世（フランス語：Jean III, 1359年 - 1391年7月25日）は、アルマニャック伯、フェザンサック伯およびロデーズ伯（在位：1384年 - 1391年）。

## 生涯
ジャン3世はアルマニャック伯ジャン2世とジャンヌ・ド・ペリゴールの息子である。
1390年、ジャン3世はマヨルカ王国の領有権を主張したが、ナバタ近郊の戦いでアラゴン王フアン1世の軍に敗北した。その結果、ジャン3世はルシヨンで軍事行動を主導した。
1391年、パルマ領主であり妹のベアトリス・ド・アルマニャックの夫であるカルロ・ヴィスコンティの支援に行くため、ジャン3世はイタリアへ向けて出発した。カルロ・ヴィスコンティは後にミラノ公となる従兄弟のジャン・ガレアッツォ・ヴィスコンティと対立していたが、ジャン・ガレアッツォは北イタリア全土を支配するという野望を持っていた。
ジャン3世の軍はピエモンテのアレッサンドリアを通過する際にジャン・ガレアッツォ・ヴィスコンティの軍隊に攻撃され、決定的な敗北を喫し、ジャン3世は戦死した。

## 結婚と子女
1378年5月14日、ジャン3世はコマンジュ女伯マルグリット（1363年 - 1443年）と結婚した。2人の間には2女が生まれた。
- ジャンヌ - 1409年にギヨーム＝アマニュー・ド・マダイヤン（1375年 - 1414年）と結婚[1]
- マルグリット - 1415年にナルボンヌ子爵ギヨーム2世（1424年8月14日にヴェルヌイユの戦いで戦死）と結婚[1]

ジャン3世の死後、マルグリットはジャン・ダルマニャック（フェザンサゲ子爵ジェロー3世の息子、1402年没）、およびマチュー・ド・フォワと再婚した。